# 蘆川站 (北海道)

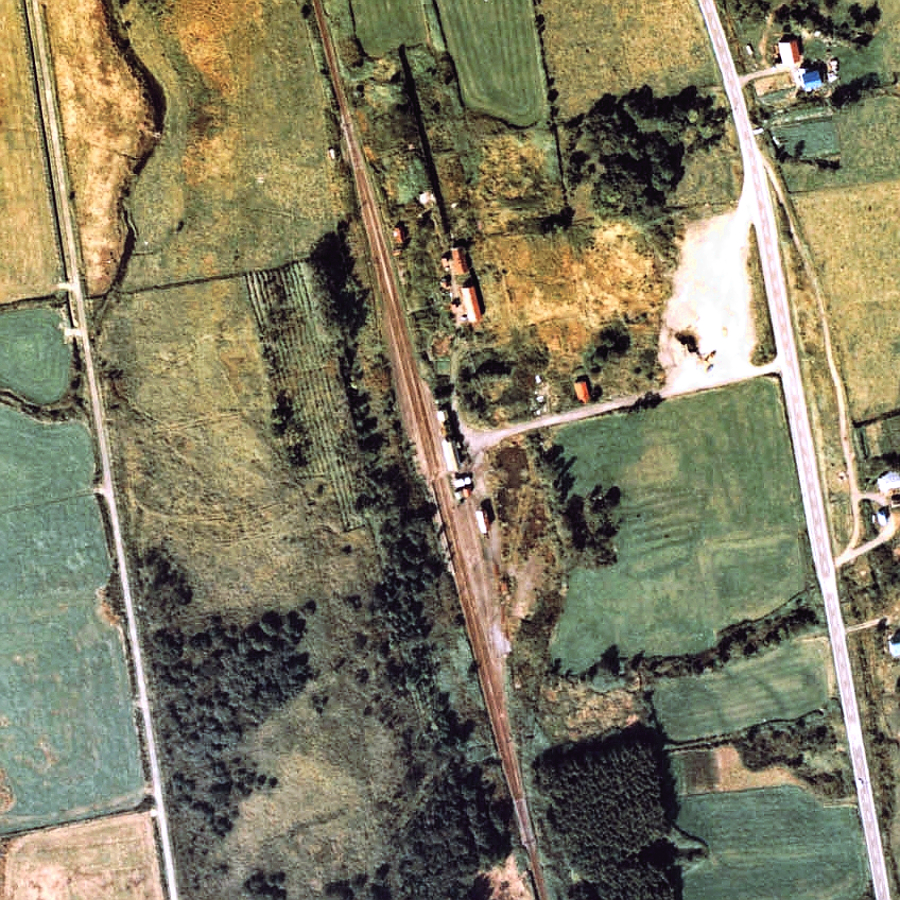
此為1977年空拍衛星圖，由圖中可以清楚得知蘆川站附近多為原野，罕有人煙

蘆川站（日语：／ Ashikawa eki */?）位於北海道天鹽郡豐富町蘆川，是屬於北海道旅客鐵道宗谷本線的車站。現已廢站。
站名是來自阿依努語「sar-oma-pet/」，有「蘆之川」（芦のある川）的意思。

## 車站構造
擁有岸式月台1面1線的無人車站。
早期設有貨物裝卸場，以及千鳥式月台（千鳥式月台為相對式月台的變體，即上下行月台設置於不同軸上的對向式月台）2面2線。在降級為無人車站後，拆除一側的月台和線路。之後附近人口逐漸外流，蘆川站利用率低落，於2001年7月1日起廢站。原有站房在國鐵末期已被拆除，取而代之的是北海道常見由守車改造的候車室。

## 車站周邊
附近主要是佐呂野原野。
- 國道40號

## 歷史
- 1926年（大正15年）9月25日 - 國鐵天鹽線幌延 - 兜沼通車時設立蘆川站。
- 1984年（昭和59年）11月10日 - 廢止剪/收票業務（仍配置連査閉塞運轉員）。
- 1986年（昭和61年）11月1日 - 導入CTC後降級為無人車站。
- 1987年（昭和62年）4月1日：國鐵分割民營化後成為JR北海道轄下的車站。
- 2001年（平成13年）7月1日 - 廢站。

## 現況
候車室已經拆除，但機械室仍置於現址。原月台處則圍起柵欄防止進入。

## 相鄰車站
北海道旅客鐵道
宗谷本線
德滿－蘆川－兜沼